# 遠山茂樹 (ロボット研究者)
遠山 茂樹（とおやま しげき、1953年〈昭和28年〉4月8日 - ）は、日本のロボット研究者。東京大学工学博士、東京農工大学名誉教授。球面超音波モータやその応用製品、農作業用動作支援スーツなどを開発。ロボットの動力学シミュレータや設計支援ソフトでも実績がある。東京大学助手、東京農工大学助教授、同教授、同大学発ベンチャーの株式会社オーケー・ロボティクス代表取締役、東京国際工科専門職大学教授を歴任。

## 来歴・人物

### 東京大学時代
1974年に東京大学工学部精密機械工学科を卒業。同大学大学院工学系研究科に進学し、1978年に修士課程修了。1981年に博士課程を修了し、工学博士の学位を取得する。高野政晴のもとでロボットの高速化に取り組み、平行クランク機構や最短時間制御を導入した。大学院修了後、工学部助手に就任。引き続き高野のもとでロボットや機構のシミュレータ開発や運動学・動力学解析に取り組む。

### 東京農工大学時代
1985年より東京農工大学工学部機械システム工学科助教授。1986年から1987年にかけてカリフォルニア大学サンタバーバラ校客員教授。遠山はロボットに限らない汎用機構シミュレータの開発も進め、「A1 MOTION」と名付けているまた、この頃ロボット用アクチュエータとして超音波モータの多自由度化の研究を開始し、3軸の回転運動が可能な球面超音波モータを初めて実現させた。球体を超音波リニアアクチュエータで3次元駆動させる取り組みは前例があるが、球体自体をロータとし、ステータで直接駆動させる球面超音波モータは遠山が初めてであった。
1995年、教授昇進。遠山は球面超音波モータを用いた動力義手をダブル技研株式会社と共同開発。同社とは深谷直樹と人間型のフレキシブルハンドも開発している。また、球面超音波モータは株式会社キュー・アイにより管内検査ロボットに応用された。さらに遠山は超音波モータと電動モータを併用して軽量化した農作業用パワーアシストスーツも開発していく。また、2000年に深谷やダブル技研株式会社と協調リンク機構による簡易型のロボットハンドを特許出願している（特許成立は2007年）。
科学技術振興機構の支援も受けて2011年に大学発ベンチャーとして株式会社オーケー・ロボティクスを設立し、同社代表取締役に就任する。球面超音波モータや硬性内視鏡、農作業用パワーアシストスーツを販売しており、パワーアシストスーツはリンゴ収穫に重きを置き、モータでなくバネを基本にしている。なお、2017年には株式会社豆蔵で遠山のシミュレーション技術が活用され、ロボット開発の短時間化が実現している。

### 東京国際工科専門職大学時代
2022年現在、東京農工大学名誉教授、および東京国際工科専門職大学情報工学科教授。

## 著作

### 学位論文
- 『ロボットの運動の高速化に関する研究』東京大学〈博士論文（甲第5448号）〉、1981年3月30日、NAID 500000260863。

### 単著
- 『インテリジェントソリッドモデル入門』、オーム社、1988年12月、ISBN 4274086003。
- 『機械系のためのロボティクス』、総合電子出版社、1989年5月、ISBN 4915449556。
- 『機械のダイナミクス ―マルチボディ・ダイナミクスー』、コロナ社、1993年12月、ISBN 4339043141。
- 『ロボット工学』、コロナ社〈メカトロニクス教科書シリーズ 8〉、1994年2月、ISBN 4339043974。

### 共著
- 高野政晴、遠山茂樹 共著『演習機械運動学』、サイエンス社〈セミナーライブラリ機械工学 5〉、1984年6月、ISBN 4781903622。
- K.S.フー、C.S.G.リー、R.C.ゴンザレス 共著『ロボティクス―そのメカニズム、制御、センシング、視覚、プログラミング言語、そして知能化』、本多庸悟、古屋信幸、遠山茂樹、金子俊一 共訳、日刊工業新聞社、1989年2月、ISBN 4526024767。

### 解説
- 「ロボットの誤差解析」『精密工学会誌』第52巻第8号、1986年、1309-1312頁。
- 「同次変換によるロボット・マニピュレータの誤差解析」『日本ロボット学会誌』第5巻第4号、1987年、306-311頁。
- 「運動制御」『日本ロボット学会誌』第1990巻第1号、1990年、94-95頁。
- 「機構のシミュレーション」『精密工学会誌』第58巻第7号、1992年、1133-1136頁。
- 「球面超音波モー夕」『精密工学会誌』第61巻第9号、1995年、1227-1230頁。
- 「パワーアシストスーツ」『日本機械学会誌』第109巻第1048号、2006年、190-191頁。
- 「超音波モータを応用したパワーアシストスーツ」『バイオメカニズム学会誌』第30巻第4号、2006年、189-193頁。
- 「農業用パワーアシストスーツの開発」『農業機械学会誌』第72巻第2号、2010年、109-113頁。

## 主な受賞歴
- 1995年 - JARA AWARD[43][信頼性要検証]
- 1997年 - ライフサポート財団賞[43][信頼性要検証]
- 2000年 - 第32回 市村学術賞 貢献賞（平成11年度）[14][注 3]
- 2001年 - 日本機械学会 機素潤滑設計部門 部門功績賞[44]
- 2001年 - 第51回 精密工学会 論文賞（2000年度）[18][注 4]
- 2003年 - 平成14年度 ファナックFAロボット財団 論文賞[19][注 5]
- 2012年 - 第5回 ロボット大賞 優秀賞（産業用ロボット部門）[15]

## 特許
（発明者）
- 特許4130031号「球面アクチュエータ用ステータ及びそれを用いた球面アクチュエータ」 - 2008年5月30日登録、特許権者：遠山茂樹、ダブル技研株式会社、発明者：遠山茂樹、深谷直樹、和田博
- 特許4137479号「直動アクチュエータ」 - 2008年6月13日登録、特許権者：遠山茂樹、NTN株式会社、発明者：遠山茂樹、袴田博之
- 特許4155546号「球面超音波モータ」 - 2008年7月18日登録、特許権者：遠山茂樹、発明者：中野公一
- 特許4462742号「簡潔構造の人間型ハンド」 - 2010年2月26日登録、特許権者：ダブル技研株式会社、深谷直樹、遠山茂樹、発明者：遠山茂樹、深谷直樹、和田博
- 特許5148898号「ウエラブルロボットアーム用支持具」 - 2012年12月7日登録、特許権者：遠山茂樹、発明者：遠山茂樹、米竹淳一郎
- 特許5256463号「フレキシブルアクチュエータ」 - 2013年5月2日登録、特許権者：東京農工大学、発明者：遠山茂樹、真下智昭
- 特許5298300号「球面アクチュエータ及び撮像装置」 - 2013年6月28日登録、特許権者：東京農工大学、発明者：遠山茂樹、保科真彦、真下智昭
- 特許5376323号「コントローラ」 - 2013年10月4日登録、特許権者：東京農工大学、発明者：遠山茂樹、保科真彦
- 特許5429895号「球面超音波モータ及び球面超音波モータの制御方法」 - 2013年12月13日登録、特許権者：東京農工大学、発明者：遠山茂樹、保科真彦
- 特許5515116号「パワーアシストスーツ」 - 2014年4月11日登録、特許権者：東京農工大学、発明者：遠山茂樹
- 特許6086414号「植物栽培システム及び植物栽培システムを用いた植物栽培方法」 - 2017年2月10日登録、特許権者：東京農工大学、発明者：荻原勲、車敬愛、澁澤栄、有江力、高柳正夫、帖佐直、遠山茂樹、水内郁夫、秋澤淳、櫻井誠、堀内尚美

（特許権者）
- 特許3662736号「振動波アクチュエータの駆動方法」 - 2005年4月1日登録、特許権者：遠山茂樹、発明者：宮谷保太朗
- 特許3830265号「振動波アクチュエータ」 - 2006年7月21日登録、特許権者：遠山茂樹、発明者：宮谷保太朗
- 特許3868098号「方向制御装置」 - 2006年10月20日登録、特許権者：遠山茂樹、発明者：宮谷保太朗
- 特許4152098号「球面アクチュエータ」 - 2008年7月11日登録、特許権者：遠山茂樹、発明者：東島洋介、豊田直樹
- 特許5118795号「トルクが向上された積層サンドイッチ型超音波モータ」 - 2012年10月26日登録、特許権者：遠山茂樹 発明者：東島洋介、馬場敏夫